# Hermann Berck
Hermann Berck (* 3. Juli 1740 in Bremen; † 8. April 1816 in Bremen) war ein Kaufmann, Ratsherr und Bremer Senator.

## Biografie
Berck  war der Sohn des Kaufmanns Gerhard Berck (1699–1768) und seiner Frau Regine. Der Vater wohnte seit 1717 in Bremen.

Berck war verheiratet mit Margarethe Schacht (um 1756–1809); beide hatten fünf Kinder, darunter den späteren Senator Theodor Berck (1784–1850).
Er absolvierte eine Kaufmannslehre und wurde dann Teilhaber des väterlichen Kolonialwarengeschäfts, das er ab 1768 leitete, ab 1780 zusammen mit seinem jüngeren Bruder. 1782 wurde er Ratsherr/Senator als Nachfolger von Gerhard von dem Busch und war in dem Amt bis zu seinem Tod.
Die Berckstraße in Bremen - Horn-Lehe wurde 1794 nach ihm benannt. Sie wurde vor 1794 auf seine Veranlassung angelegt. Drei Häuser aus dem 18. Jahrhundert gehören zu den wohl ältesten Gebäuden in dem Stadtteil.